# Sven Roes
Sven Roes (* 26. November 1999 in Leeuwarden) ist ein niederländischer Shorttracker.

## Werdegang
Roes startete international erstmals bei den Juniorenweltmeisterschaften 2019 in Montreal und holte dabei die Silbermedaille mit der Staffel. Zudem errang er dort den 21. Platz über 1500 m und den sechsten Platz über 1000 m. Sein Debüt im Weltcup hatte er im Februar 2020 in Dresden und lief dabei auf den dritten Platz mit der Staffel und auf den zweiten Rang über 1500 m. Beim folgenden Weltcup in Dordrecht wurde er Zweiter mit der Staffel. Bei den Europameisterschaften 2020 in Debrecen gewann er die Silbermedaille mit der Staffel. Zu Beginn der Saison 2021/22 holte er in Peking seinen ersten Weltcupsieg mit der Staffel.

## Persönliche Bestzeiten
| Distanz | Zeit         | Datum            | Ort       |
| ------- | ------------ | ---------------- | --------- |
| 500 m   | 40,928 s     | 14. Februar 2020 | Dordrecht |
| 1000 m  | 1:25,544 min | 22. Oktober 2021 | Peking    |
| 1500 m  | 2:10,841 min | 9. Februar 2022  | Peking    |
| 3000 m  | 4:53,472 min | 20. Oktober 2019 | Bormio    |

## Weltcupsiege im Team
| Nr. | Datum            | Ort      |
| --- | ---------------- | -------- |
| 1.  | 24. Oktober 2021 | Peking 1 |